# Leiobunum metallicum
Leiobunum metallicum is een hooiwagen uit de familie Sclerosomatidae.